# 盐泽幸一
盐泽幸一（日语：塩沢 幸一/しおざわ こういち，1883年3月5日—1943年11月17日），日本海军大将。1932年参与侵略上海的一·二八事变，并下令焚烧了商务印书馆的数十万本馆藏。

## 生平
1883年，出生于长野县。
1904年，毕业于海军兵学校。
1905年，参加日俄战争。
1915年，毕业于海军大学。
1917年，任驻英使馆副武官。
1920年，任第一舰队参谋长。
1923年，任海军省军务局第一课长。
1926年，任驻英使馆武馆。
1929年，任联合舰队参谋长。
1931年，任第一外遣舰队司令官。
1932年，任镇海司令官。
1934年，任航空本部长。
1938年，任侵华日军华南方面海军最高指挥官。
1939年，升海军大将。
1943年，病死。